# Michael Jackson Video Vanguard Award

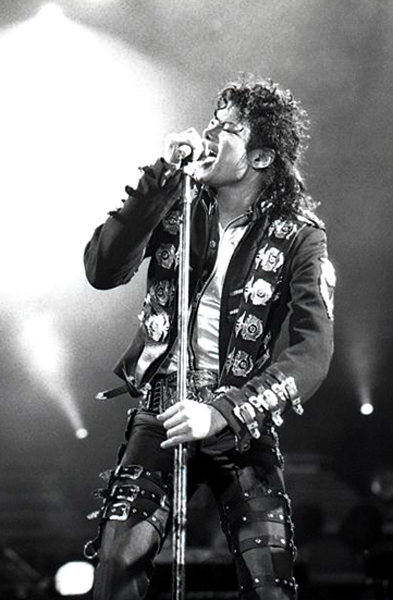
Michael Jackson, artista a cui è intitolata la memoria del premio

Il Michael Jackson Video Vanguard Award (in precedenza noto anche come Video Vanguard Award o Lifetime Achievement Award) è un premio speciale di merito conferito ai cantanti e ai registi di video musicali agli MTV Video Music Awards (VMA), una cerimonia che si tiene annualmente dal 1984. È assegnato da MTV per "contributi eccezionali" e "grande impatto" sui video musicali e sulla cultura popolare.
Il premio è una statuetta moonman placcata in oro anziché argento come quelle delle altre categorie. I Beatles e il regista Richard Lester sono stati premiati con il Video Vanguard Award ai primi Video Music Awards per «aver essenzialmente inventato i video musicali». Anche David Bowie ha ricevuto il premio durante la stessa cerimonia. Due anni dopo, Madonna è divenuta la prima artista femminile a ricevere il premio.

## Storia
Nel 1991, il premio fu ribattezzato con il nome di Michael Jackson, che aveva precedentemente vinto il premio nel 1988. Diversi autori hanno dichiarato che è stato l'avvocato di Jackson, John Branca, a proporre a MTV l'idea, a seguito della lamentela di Jackson verso il fatto che Madonna aveva ricevuto il premio Artist of the Decade (Artista del decennio) di MTV al posto suo. Più tardi quell'anno, nel cortometraggio registrato in occasione del decimo anniversario di MTV, Madonna rispose: «Non ti ho mai chiesto [MTV] di rinominare un premio a mio nome, vero?». Axl Rose di Guns N 'Roses, premiato nel 1992, ha respinto l'associazione di Jackson al premio nel suo discorso di accettazione, dichiarando: «Questo non ha nulla a che fare con Michael Jackson. Grazie.» Il Michael Jackson Video Vanguard Award è stato assegnato per l'ultima volta ai VMA del 2001. È stato consegnato come Lifetime Achievement Award ai VMA del 2003 ai Duran Duran e nel 2006 come Video Vanguard Award al regista Hype Williams.
Nel 2011, dopo la morte di Michael Jackson, avvenuta il 25 giugno 2009, il premio è tornato ad avere il suo nome. MTV ha affermato che il suo nome è stato assegnato al premio grazie al «rivoluzionario lavoro di Jackson come artista nei video musicali». Nel 2019, questa denominazione ha causato nuovamente polemiche dopo l'uscita di Leaving Neverland, un documentario su presunti abusi sessuali su minori da parte di Jackson che causò molte polemiche, ma molti più dubbi riguardo a tali nuove accuse. Ogni riferimento al nome dell'artista è stato così cancellato dal sito di MTV e venne chiesto dalla stessa emittente agli artisti di non riferirsi al premio con quel nome. Nonostante questo, la vincitrice del premio di quell'anno, Missy Elliott, ha ugualmente ringraziato Jackson durante il suo discorso di ringraziamento, riferendosi volutamente al premio come al Michael Jackson Video Vanguard Award in suo onore, essendo lei una sua grandissima fan. Nel 2022 anche Nicki Minaj ricevendo il premio ha ringraziato ugualmente Michael Jackson definendolo come uno dei suoi due miti assieme a Whitney Houston.
Fin dalla sua istituzione, il Video Vanguard Award è stato assegnato a 35 artisti e registi, molti dei quali di origine americana o britannica, ad eccezione di Russell Mulcahy (1985, australiano), Zbigniew Rybczyński (1986, polacco), degli U2 (2001, irlandesi), Rihanna (2016, barbadiana), Nicki Minaj (2022, trinidadiana) e Shakira (2023, Colombiana). Tra tutti i vincitori, nove hanno anche vinto il premio più importante della cerimonia, ovvero il video dell'anno, tra cui Peter Gabriel e Justin Timberlake, che hanno entrambi ottenuto i due premi nella stessa notte. Dal 2013 i destinatari sono invitati a esibirsi in un medley delle proprie hit prima di tenere il loro discorso di accettazione del premio.

## Riceventi
| * | Indica i vincitori del video dell'anno |

| Anno | Foto          | Ricevente(i)          | Nazionalità       | Note | Rif.          |
| ---- | ------------- | --------------------- | ----------------- | --- | ------------- |
| 1984 |               | The Beatles           | Regno Unito       | Presentato dai membri dei The Police, Andy Summers e Stewart Copeland. | [ 5 ] [ 21 ]  |
| 1984 |               | Richard Lester        | Stati Uniti       | Presentato dai membri dei The Police, Andy Summers e Stewart Copeland. | [ 5 ] [ 21 ]  |
| 1984 |               | David Bowie           | Regno Unito       | Presentato da Herbie Hancock. | [ 5 ] [ 21 ]  |
| 1985 |               | David Byrne           | Regno Unito       | Presentato da Chrissie Hynde. Byrne è stato premiato per il suo lavoro con i Talking Heads.                                                                                               | [ 22 ]        |
| 1985 |               | Russell Mulcahy       | Australia         | Presentato da John Taylor e Andy Taylor. Mulcahy è stato il regista del video dei The Buggles, Video Killed the Radio Star.                                                               | [ 23 ]        |
| 1985 |               | Godley & Creme        | Regno Unito       | Presentato da Herbie Hancock. | [ 23 ]        |
| 1986 |               | Madonna *             | Stati Uniti       | Presentato da Robert Palmer. Madonna vincerà anche il premio video dell'anno per Ray of Light nel 1998.                                                                                   | [ 24 ]        |
| 1986 |               | Zbigniew Rybczyński   | Polonia           | Presentato da Pet Shop Boys. | [ 25 ]        |
| 1987 |               | Peter Gabriel *       | Regno Unito       | Presentato da Laurie Anderson. Gabriel ha anche vinto il video dell'anno per Sledgehammer nella stessa notte.                                                                             |               |
| 1987 |               | Julien Temple         | Regno Unito       | Presentato da David Bowie. |               |
| 1988 |               | Michael Jackson       | Stati Uniti       | Presentato da Peter Gabriel. | [ 26 ]        |
| 1989 |               | George Michael        | Regno Unito       | Presentato da Madonna. |               |
| 1990 |               | Janet Jackson         | Stati Uniti       | Presentato da Magic Johnson. Janet è tuttora l'artista più giovane ad aver ricevuto il premio.                                                                                            | [ 27 ]        |
| 1991 |               | Bon Jovi              | Stati Uniti       | Presentato da Arsenio Hall. Quell'anno il premio è stato rinominato Michael Jackson Video Vanguard Award.                                                                                 | [ 28 ]        |
| 1991 | Wayne Isham   |                       | Stati Uniti       | Presentato da Arsenio Hall. Quell'anno il premio è stato rinominato Michael Jackson Video Vanguard Award.                                                                                 | [ 28 ]        |
| 1992 |               | Guns N' Roses         | Stati Uniti       | Presentato dai membri dei Queen, Brian May e Roger Taylor. | [ 29 ]        |
| 1993 | Non assegnato | Non assegnato         | Non assegnato     | Non assegnato | Non assegnato |
| 1994 |               | The Rolling Stones    | Regno Unito       | Presentato da Jann Wenner. Assegnato come Lifetime Achievement Award. | [ 30 ]        |
| 1994 |               | Tom Petty             | Stati Uniti       | Presentato da Billy Corgan. | [ 31 ]        |
| 1995 |               | R.E.M. *              | Stati Uniti       | Presentato da Drew Barrymore. I R.E.M. avevano precedentemente vinto il premio video dell'anno per Losing My Religion nel 1991.                                                           |               |
| 1996 | Non assegnato | Non assegnato         | Non assegnato     | Non assegnato | Non assegnato |
| 1997 |               | LL Cool J             | Stati Uniti       | Presentato da Mariah Carey. LL Cool J è stato il primo rapper a ricevere il premio. | [ 32 ] [ 33 ] |
| 1997 |               | Mark Romanek          | Stati Uniti       | Presentato da Janet Jackson. | [ 32 ] [ 33 ] |
| 1998 |               | Beastie Boys          | Stati Uniti       | Presentato da Chuck D. | [ 34 ]        |
| 1999 | Non assegnato | Non assegnato         | Non assegnato     | Non assegnato | Non assegnato |
| 2000 |               | Red Hot Chili Peppers | Stati Uniti       | Presentato da Chris Rock e Lance Crouther. | [ 35 ]        |
| 2001 |               | U2                    | Irlanda           | Presentato da Carson Daly. | [ 36 ]        |
| 2002 | Non assegnato | Non assegnato         | Non assegnato     | Non assegnato | Non assegnato |
| 2003 |               | Duran Duran           | Regno Unito       | Presentato da Kelly Osbourne e Avril Lavigne. Assegnato come Lifetime Achievement Award.                                                                                                  | [ 37 ]        |
| 2004 | Non assegnato | Non assegnato         | Non assegnato     | Non assegnato | Non assegnato |
| 2005 | Non assegnato | Non assegnato         | Non assegnato     | Non assegnato | Non assegnato |
| 2006 | N.D.          | Hype Williams         | Stati Uniti       | Presentato da Kanye West. Assegnato come Video Vanguard Award. | [ 38 ]        |
| 2007 | Non assegnato | Non assegnato         | Non assegnato     | Non assegnato | Non assegnato |
| 2008 | Non assegnato | Non assegnato         | Non assegnato     | Non assegnato | Non assegnato |
| 2009 | Non assegnato | Non assegnato         | Non assegnato     | Non assegnato | Non assegnato |
| 2010 | Non assegnato | Non assegnato         | Non assegnato     | Non assegnato | Non assegnato |
| 2011 |               | Britney Spears *      | Stati Uniti       | Presentato da Lady Gaga. Il premio quell'anno è stato rinominato nuovamente Michael Jackson Video Vanguard Award. Britney aveva vinto il premio video dell'anno nel 2008 per Piece of Me. | [ 39 ]        |
| 2012 | Non assegnato | Non assegnato         | Non assegnato     | Non assegnato | Non assegnato |
| 2013 |               | Justin Timberlake *   | Stati Uniti       | Presentato da Jimmy Fallon. Timberlake ha vinto il premio video dell'anno per Mirrors durante la stessa cerimnia.                                                                         | [ 20 ]        |
| 2014 |               | Beyoncé *             | Stati Uniti       | Presentato dal marito Jay Z e dalla figlia Blue Ivy. Beyoncé ha vinto il premio video dell'anno per Single Ladies nel 2009 e per Formation nel 2016.                                      | [ 40 ]        |
| 2015 |               | Kanye West            | Stati Uniti       | Presentato da Taylor Swift. | [ 41 ]        |
| 2016 |               | Rihanna *             | Barbados          | Presentato da Drake. Rihanna aveva vinto il premio video dell'anno per Umbrella nel 2007 e per We Found Love nel 2012.                                                                    | [ 42 ]        |
| 2017 |               | Pink *                | Stati Uniti       | Presentato da Ellen DeGeneres. Pink ha vinto il premio video dell'anno per Lady Marmalade nel 2001.                                                                                       | [ 43 ]        |
| 2018 |               | Jennifer Lopez        | Stati Uniti       | Presentato da Shawn Mendes. Jennifer è stata la prima artista latina a ricevere il premio.                                                                                                | [ 44 ]        |
| 2019 |               | Missy Elliott *       | Stati Uniti       | Presentato da Cardi B. Missy ha vinto il premio video dell'anno per Work It nel 2003. | [ 15 ] [ 45 ] |
| 2020 | Non assegnato | Non assegnato         | Non assegnato     | Non assegnato | Non assegnato |
| 2021 | Non assegnato | Non assegnato         | Non assegnato     | Non assegnato | Non assegnato |
| 2022 |               | Nicki Minaj           | Trinidad e Tobago | Presentato dai membri del suo fan club "The Barbz". | [ 17 ] [ 46 ] |
| 2023 |               | Shakira               |                   | Presentato da Wycleaf Jean È stata la prima artista colombiana a ricevere il premio |               |
| 2024 |               | Katy Perry            |                   | Presentato da Orlando Bloom. Ha vinto il premio video dell'anno nel 2011 per Firework |               |